# Corporación de Ayuda al Niño Quemado
La Corporación de Ayuda al Niño Quemado (conocido también por sus siglas Coaniquem) es una institución privada sin fines de lucro chilena, fundada en 1979 por un grupo de médicos locales, cuyos objetivos principales son rehabilitar integralmente y de manera gratuita a niños, niñas y adolescentes con quemaduras y otras cicatrices de cualquier origen; prevenir, capacitar e investigar en lo referente a esta patología. 

## Historia

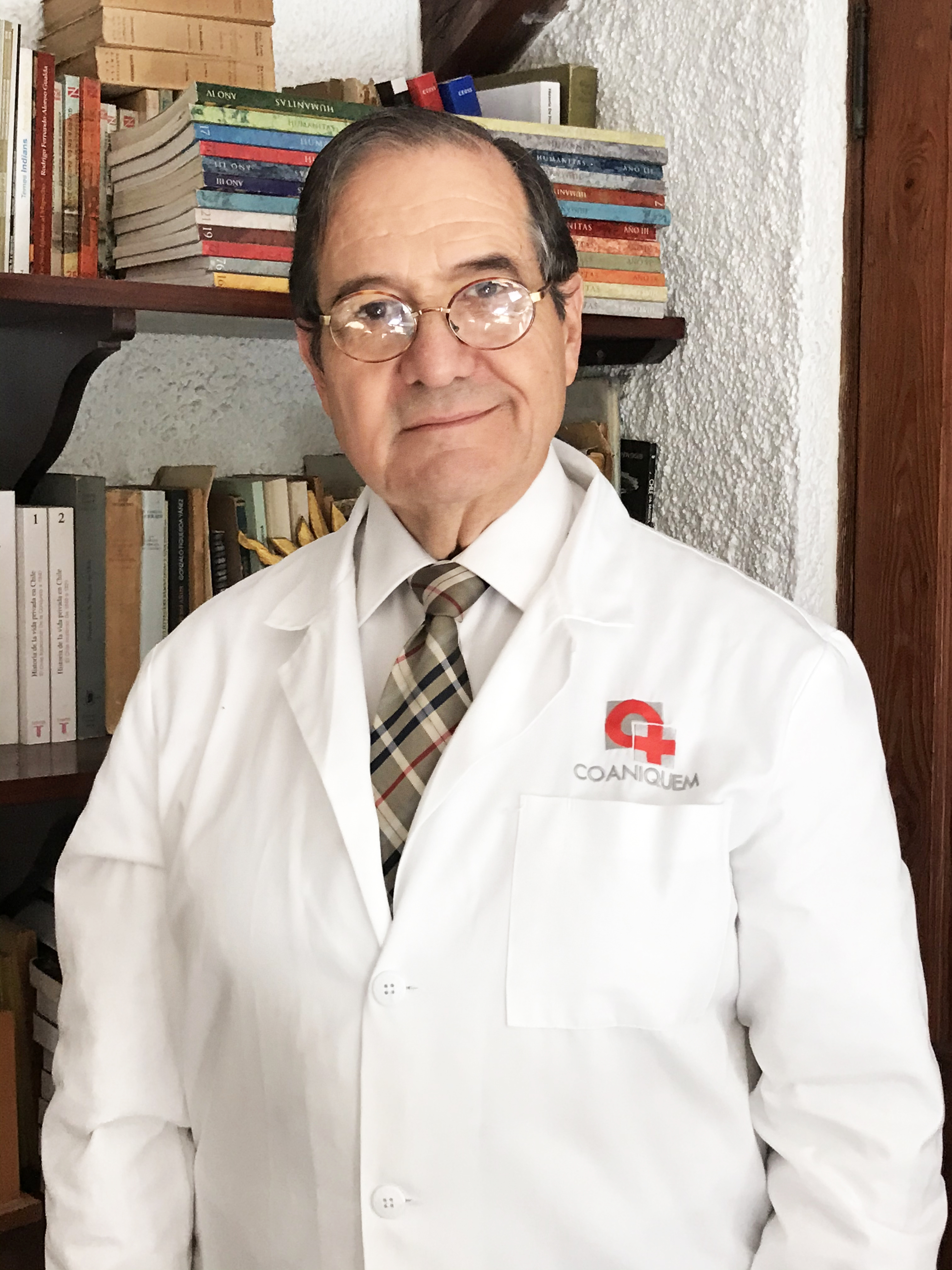
Jorge Rojas Zegers, fundador de Coaniquem.

Desde su creación, en 1979, más de 145 000 pacientes han sido atendidos por la institución fundada por el doctor Jorge Rojas Zegers, Premio Nacional de Medicina 2024; el doctor Ricardo Ayala Munizaga, Sergio Domínguez Lira y Guillermo Ibarra Guerra.
Dentro de sus logros está el de impulsar, junto a otros actores políticos, la Ley n.º 17.798 de control de armas y explosivos,la cual restringe a su vez, la venta al público de Fuegos Artificiales y regula la realización de espectáculos pirotécnicos masivos.
En sus más de 44 años de funcionamiento, COANIQUEM ha logrado convertirse en un centro altamente especializado en el tratamiento de quemaduras, colaborando internacionalmente en varias situaciones de crisis, como el incendio del supermercado Ycuá Bolaños sufrido en Asunción, Paraguay en agosto de 2004.
La institución cuenta con 24 oficinas regionales y cuatro centros de rehabilitación a nivel nacional para atención de pacientes en:
- Santiago (1982).
- Antofagasta (1991).
- Concepción (2022).
- Puerto Montt (2006).

De acuerdo a estimaciones de COANIQUEM, en Chile, cada año, se queman alrededor de 80 000 niños y niñas, de los cuales un 10 % requerirá de un proceso de rehabilitación de sus lesiones.

## Organización

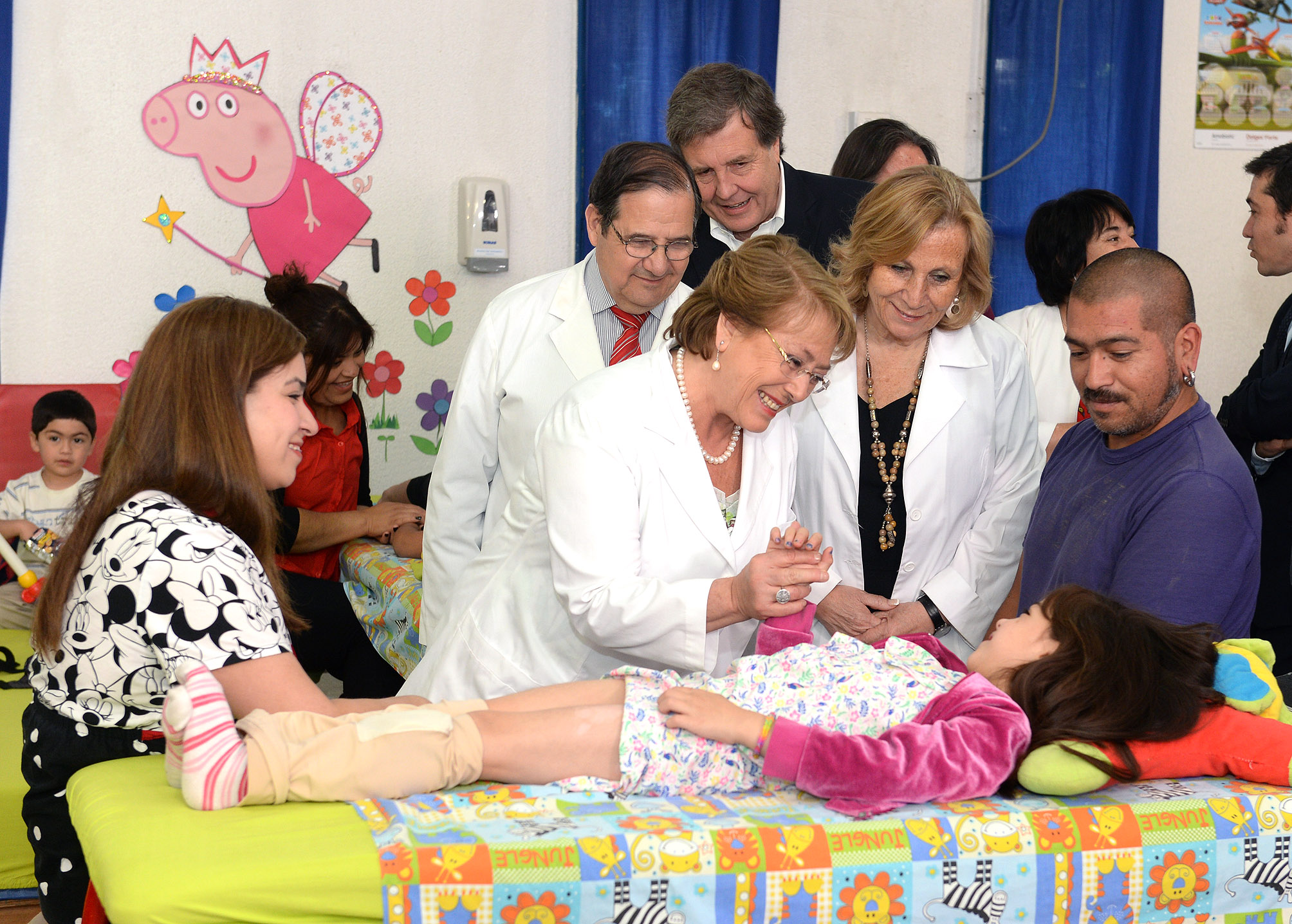
La presidenta Michelle Bachelet visitando las instalaciones de Coaniquem en 2014.

Coaniquem ha generado un modelo de rehabilitación integral que involucra 16 especialidades: cirugía, anestesia, enfermería, fisiatría, kinesiología, terapia ocupacional, taller de Prendas Compresivas, Dermatología y Cosmetología clínica, Pediatría, Nutrición, Educación Actividad Física, psiquiatría Infantojuvenil, musicoterapia, servicio social, psicología, apoyo espiritual.
Además de las especialidades descritas, COANIQUEM ofrece a sus pacientes estadía en Casabierta,residencia que acoge de forma gratuita a los niños, junto a un acompañante, que viven lejos de la capital o se trasladan desde otros países y que no tienen donde hospedarse mientras realizan su proceso de rehabilitación. Por su parte, el Colegio Casabierta – COANIQUEM es un establecimiento educacional de carácter hospitalario, reconocido por el Ministerio de Educación desde 2002. Su objetivo central es entregar educación compensatoria y restitutiva a niños/as y adolescentes  atendidos en el Centro de Rehabilitación de COANIQUEM en Santiago, en coordinación con el establecimiento  educacional de origen, en los niveles Preescolar, Básica y Media. El modelo pedagógico del Colegio Casabierta COANIQUEM recoge en sus lineamientos los principios generales de la atención educativa propuesta por la pedagogía hospitalaria y que se reflejan en la Declaración de los Derechos del Niño: personalizada, integral, flexible y compensatoria

## Prevención y formación
COANIQUEM se ha enfocado en cuatro áreas de acción: educación a la comunidad, campañas de prevención masivas, seguridad de productos y aporte para normas y legislación. 
COANIQUEM, además, realiza campañas masivas de información a la población general sobre mecanismos específicos de quemaduras.
También se realiza educación a la comunidad a través de charlas masivas, jornadas a educadores y otras, sobre agentes causales de las quemaduras, mecanismos, condiciones más seguras en el hogar y acciones asociadas que pueden evitar el riesgo.
Se participa en mesas de trabajo sobre seguridad de los productos junto a entidades relacionadas al tema como SERNAC, SEC, MINSAL, y otras. El objetivo es que las familias tengan a disposición dispositivos como hervidores eléctricos, cocinas y otros, que sean cada vez más seguros.
La Dirección de Extensión, Docencia, Investigación y Asuntos Internacionales (DEDI) de COANIQUEM, se ha enfocado en generar y promover instancias de capacitación y formación para profesionales del área de la salud y otras disciplinas, en materia de pedagogía hospitalaria, prevención y rehabilitación de quemaduras.

## Asuntos internacionales
La creación de un programa internacional ha permitido que pacientes de 20 países de América Latina y el Caribe hayan podido recuperarse en los Centros de Rehabilitación de COANIQUEM de Chile.
Esta misma iniciativa, ha hecho posible que más de 500 profesionales extranjeros se hayan especializado, impactando de esta forma, en la rehabilitación de los niños con quemaduras de sus países de origen.
Para potenciar la dimensión internacional de COANIQUEM, en 1998 se crea en Estados Unidos la Fundación COANIQUEM BCF (COANIQUEM Burned Center AID for Children Foundation), cuyo fin es conseguir recursos económicos para financiar el programa internacional y generar alianzas de innovación y desarrollo en diversos ámbitos. Se constituye un Directorio ad honorem que cada año promueve diversas acciones y eventos de recaudación en beneficio de los niños con quemaduras, así como alianzas con importantes universidades y organismos internacionales.

## Investigación
COANIQUEM ha incorporado en sus objetivos institucionales la investigación científica, el desarrollo experimental y la innovación, a fin de generar nuevos conocimientos científicos, tecnológicos y prácticos, que permitan prevenir quemaduras en población infantil y juvenil, desarrollar tratamientos con evidencia científica en niños y adolescentes con quemaduras en su etapa aguda y de rehabilitación.

## Iniciativas

### Tiendas solidarias
Las Tiendas Solidarias de COANIQUEM, COANIQUEM STORE, nacen el año 2017 como un programa de Economía Circular orientado a generar recursos para financiar la rehabilitación de los niños con quemaduras y  vincular a COANIQUEM de manera  activa con la comunidad. En las 23 tiendas se puede encontrar ropa, zapatos y accesorios para mujer, hombre y niños, decoración, cuadros, menaje y enseres para el hogar, muebles, libros, música, juguetes-rodados, dispositivos electrónicos, electrodomésticos y otros artículos que son donados por la comunidad. 
En 2017, Las Tiendas Solidarias ganaron el Premio Avonni, un reconocimiento honorífico desarrollado por la fundación ForoInnovación.

### Programa reciclaje de vidrio
Desde 1994 COANIQUEM realiza su campaña de Reciclaje de Vidrio. Gracias a esta se ha podido solventar la construcción de Casabierta, lugar de acogida, donde niños de Chile y países de América Latina y el Caribe permanecen durante su período de rehabilitación.

### Whatsapp SOS Orientación por quemaduras 24/7
Para apoyar a la comunidad que tenía dificultad y temor de acudir a una atención de urgencia o a un establecimiento de salud, por el riesgo de contagios por Covid, en 2020 se implementó un turno de enfermeras que dan respuesta las 24 horas. Así se orienta cuándo es necesario ir a un servicio asistencial por una quemadura o si se puede intentar un manejo en casa cuando las lesiones no son graves.
La iniciativa ganó el Premio Eikon, galardón que reconoce la excelencia en la Comunicación Institucional premiando casos exitosos en más de 20 disciplinas, entre ellas marketing social para ONG, categoría en la que COANIQUEM sacó el máximo reconocimiento en 2022.